# 51-я моторизованная бригада СС
51-я моторизованная бригада СС (нем. 51. SS-Panzergrenadier-Brigade) — тактическое соединение войск СС нацистской Германии периода Второй мировой войны. Бригада была брошена в бой против наступающих войск союзников в августе 1944 года.

## Охрана датского побережья
В конце 1943 года немцы стали готовиться к высадке союзников в Европе. В феврале 1944 года в ходе подготовки к высадке войска СС создали три сводные боевые группы, получившие номера 1, 2 и 3. Группы были созданы из различных учебно-запасных частей, расположенных в Германии.
Боевая группа СС № 3 состояла из двух пехотных батальонов, артиллерийского дивизиона и двух рот — инженерной и транспортной. 11 июня 1944 года группа была отправлена в Данию, где через семь дней была переименована в 51-ю моторизованную бригаду СС. Бригада несла охранную службу в районе Хадерслев в юго-западной части Дании. Это позволило гарнизону Дании выдвинуться к берегам вторжения, основным освобождённым формированием стала 363-я пехотная дивизия. Второстепенной задачей бригады в Дании была защита от предполагаемой высадки союзников на побережье Северного моря.

## Боевой путь
12 августа, когда 7-я немецкая армия была окружена в Фалезском котле, бригада получила приказ готовиться к немедленному выдвижению. Первоначальным пунктом назначения бригады был город Труа. В целях дезинформации противника бригада была переименована в 27-ю танковую дивизию СС.
22 августа 51-я моторизованная бригада СС получила боевое крещение в районе Сенса, когда её 2-й батальон и 1-й батальон армейского 199-го пехотного полка подверглись нападению тщательно выполненной атаки. После тяжёлых боёв оба батальона были вынуждены отступить, когда им угрожала опасность обхода их с флангов. Они отошли на новые позиции к западу от реки Сены, недалеко от Труа.
Бригада теперь располагалась по обе стороны реки: 1-й батальон на севере, а недавно прибывший 2-й батальон и 1-й батальон 199-го полка - на юге. Другие подразделения в этом районе входили в состав 2-го батальона 199-го полка и некоторых пехотных частей Кригсмарине. Штаб бригады располагался в городе Труа напротив плацдарма.
В ожидании столкновения с наступающими союзниками, 24 августа командир бригады штурмбаннфюрер СС Вальтер Йоккель отправил разведывательный отряд на юг в район Шатийона. На подходе к Бушеру отряд наткнулся на блокпост, установленный французским сопротивлением, и был вынужден отступить.
Когда Йоккелю сообщили о ситуации, он послал туда 3-ю роту 1-го батальона и 3-ю артиллерийскую батарею для спасения своих людей. Последовал ожесточённый бой с силами сопротивления, которые вскоре отступили, потеряв 62 человека убитыми.
На следующий день, 25 августа, Труа был атакован крупными американскими танковыми силами 4-й бронетанковой дивизии США, которые взяли в плен или уничтожили 8-ю роту, медицинский отряд и транспортное подразделение бригады. Штурм длился весь день, и к вечеру танковая атака американцев была отражена, но к этому времени большие силы французского сопротивления окружили штаб бригады. Вскоре после этого американцы вернулись и заняли Труа, тем самым вся связь со штабом бригады была потеряна.
Штурмбаннфюрер Йоккель отдал приказ штабу бригады вместе со штабной и сапёрной ротами с боями вырваться из города и присоединиться к остальной части бригады. Сражаясь от дома к дому, они пробивались через город, что удивило американцев, ожидавших их сдачи в плен. 51-я сапёрная рота СС прикрывала прорыв, потеряв всех своих офицеров, но показав при этом хорошую эффективность. Её эффективность в уличных боях заслужила похвалу американского генерала Джорджа Паттона, и была задокументирована в его мемуарах.
Большая часть 1-го батальона была уничтожена в ожесточённых боях за Сент-Савин и Фонтванн между 25 и 26 августа. В то же время по ту сторону плацдарма остальная часть бригады готовилась к отходу. Пехотинцы отступили пешком и отправили свои машины вперёд двумя конвоями к шоссе № 19. Один из конвоев был уничтожен американскими бомбардировщиками утром 26 августа, но понёс при этом незначительные потери.
Пехотные батальоны пересекли железнодорожный мост к югу от Труа пешком, а затем отошли по железнодорожным путям в сторону Лузиньи в сопровождении 100 американских военнопленных. Штаб бригады и её командир Вальтер Йоккель были захвачены в плен американским разведывательным подразделением 28 августа.

## Расформирование
То, что осталось от бригады, в конечном итоге достигло 3-й танковой дивизии у Сен-Дизье и к западу от Бар-ле-Дюк. Не имея возможности пополнить уничтоженную бригаду, её остатки были переданы в состав 17-й моторизованной дивизии СС «Гёц фон Берлихинген». 2-й батальон 51-й бригады СС, который понёс минимальные потери, был переименован во 2-й батальон 37-го моторизованного полка СС, заменив старый батальон, который был уничтожен в боях в Нормандии, а остальные подразделения бригады вместе с остатками 49-й моторизованной бригады СС вошли в состав других частей дивизии СС «Гёц фон Берлихинген».

## Военные преступления
Солдаты 51-й моторизованной бригады СС были ответственны за бойню в Бушере, Франция, 24 августа 1944 года, когда 68 гражданских лиц (из них 10 детей до 10 лет, 5 пожилых людей старше 70 лет, 35 женщин и трое младенцев 18, 11 и 6 месяцев) были убиты в результате расправы за нападение французских партизан на подразделения бригады. Она также участвовала в нескольких других зверствах против мирного населения в районе Труа.

## Местонахождение
- с июня по август 1944 (Дания)
- с августа по сентябрь 1944 (Франция)

## Командиры
- штурмбаннфюрер СС Вальтер Йоккель (11 июня — 2 сентября 1944)

## Состав
- 1-й батальон 51-й моторизованной бригады СС (нем. I./SS-Panzergrenadier-Brigade 51)
- 2-й батальон 51-й моторизованной бригады СС (нем. II./SS-Panzergrenadier-Brigade 51)
- 51-й артиллерийский дивизион СС (нем. SS-Artillerie-Abteilung 51)
- 51-я зенитная батарея СС (нем. SS-Flak-Kompanie 51)
- 51-я сапёрная рота СС (нем. SS-Pionier-Kompanie 51)
- 51-я транспортная рота СС (нем. SS-Kraftfahr-Kompanie 51)